# Église Notre-Dame du Val-des-Lys de Malines
L'église Notre-Dame du Val-de-Lys (en néerlandais : Onze-Lieve-Vrouw van Leliëndaal ) est une église catholique romaine de Malines, desservie par la Compagnie de Jésus. Elle a été conçue par Lucas Faydherbe et est inscrite au patrimoine historique protégé ; décrite par le conseil municipal de Malines comme l'une de ses 8 églises historiques.

## Histoire

### Fondation
Le site d'origine de l'église appartenait aux Norbertiens de l'abbaye Saint-Michel d'Anvers.
L'architecte malinois, Lucas Faydherbe, qui était le neveu de Lucas Franchoys le Jeune et avait étudié avec Peter Paul Rubens à Anvers, est désigné pour le projet.
En 1662, la première pierre est posée. La construction est retardée à plusieurs reprises à cause de la façade qui sera, par conséquent, détruite et reconstruite en 1664. En 1670, la première messe est dite et en 1674 l'église est consacrée.

### Guerres Napoléoniennes
Au début du 19e siècle, pendant les guerres napoléoniennes, l'église est négligée et partiellement transformée en hospice pour les pauvres de la ville. Le mobilier est vendu et on perce dans les pignons afin de pouvoir se défendre des attaques depuis l'intérieur. Un mur a été placé dans l'église entre les deuxième et troisième fenêtres pour établir une infirmerie.

### Réouverture
En 1834, l'église rouvre sous l'administration des jésuites. Grâce à la coopération du Petit Séminaire voisin et des Hospices Civils, l'église est restaurée et équipée de nouveaux mobiliers. En 1900-1901, les jésuites modifient le plan et déplacent le chœur dans la galerie à l'ouest de l'église. Plus tard au XXe siècle, une sacristie est construite dans la partie sud-ouest de l'église. En outre, une grotte à Notre-Dame de Lourdes est construite.

## Galerie

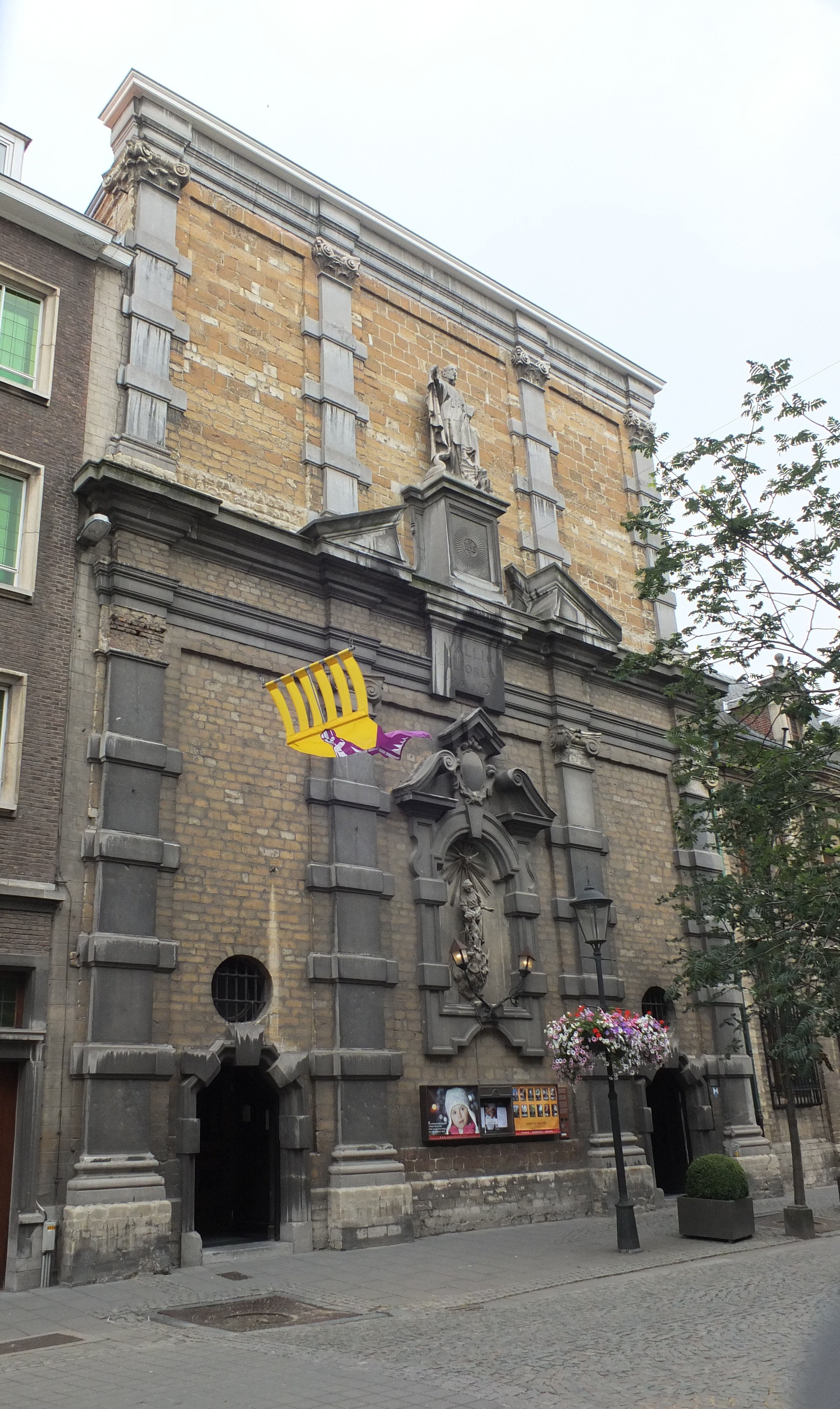
L'entrée principale
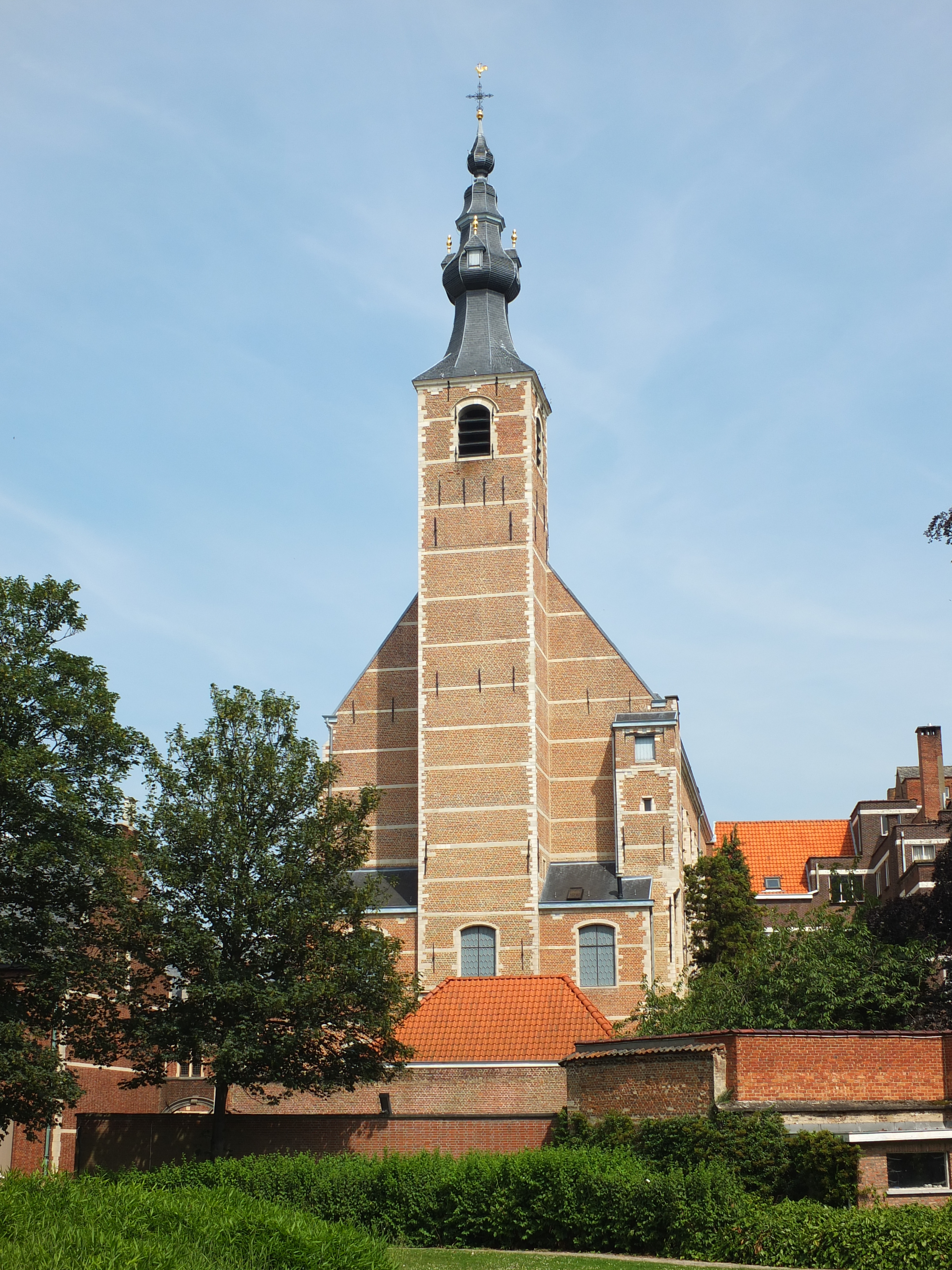
Arrière de l'église
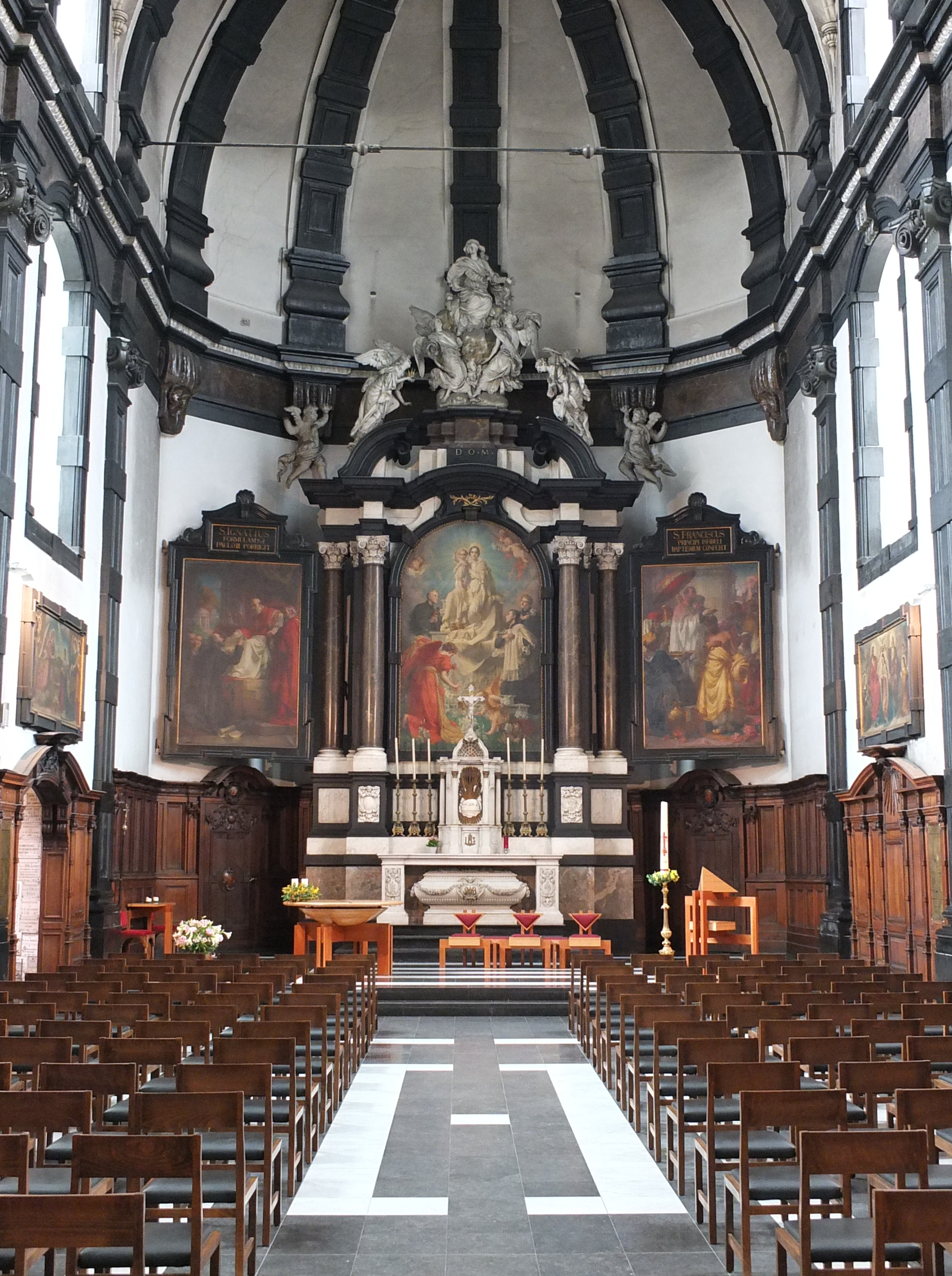
Nef
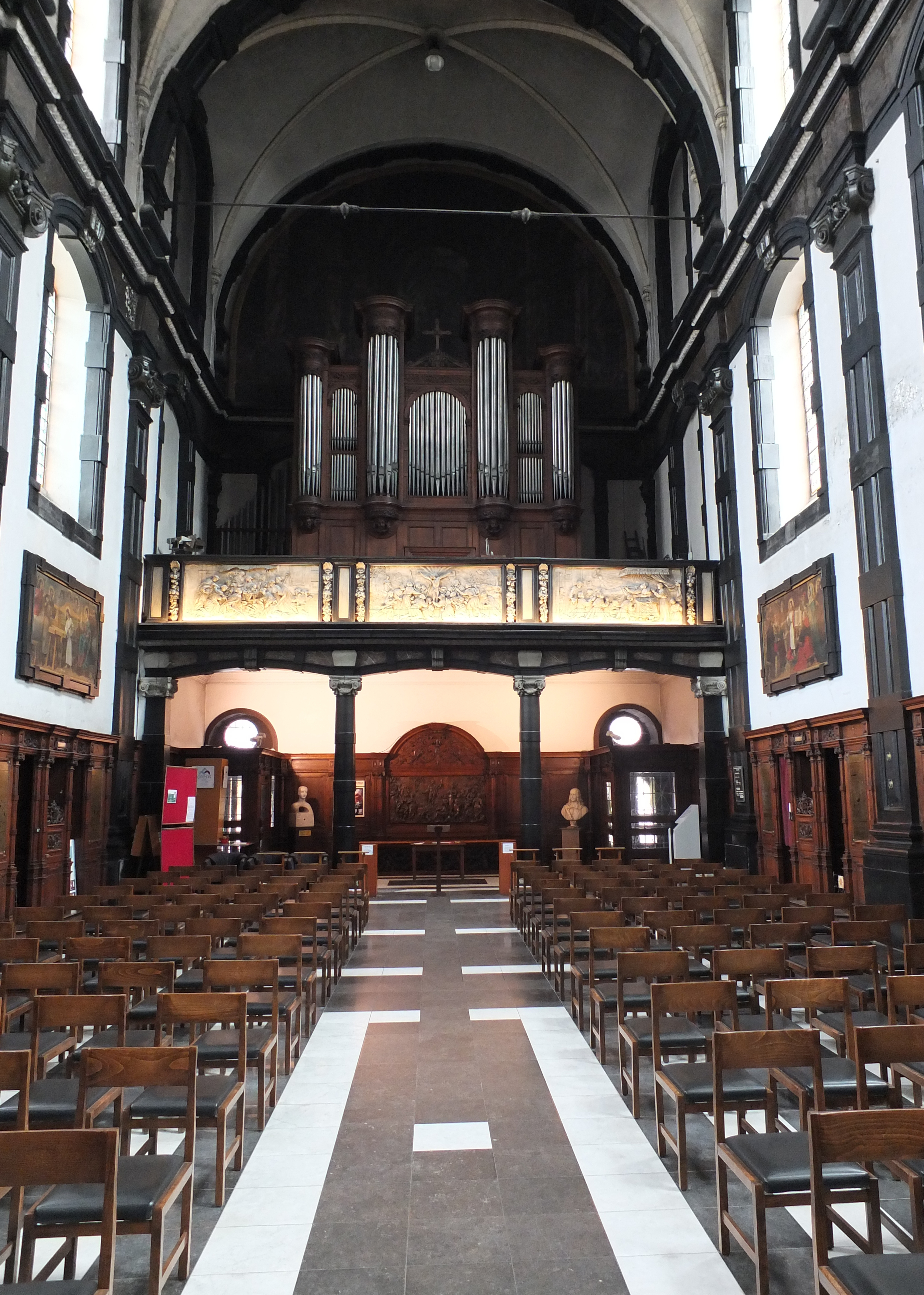
Orgue
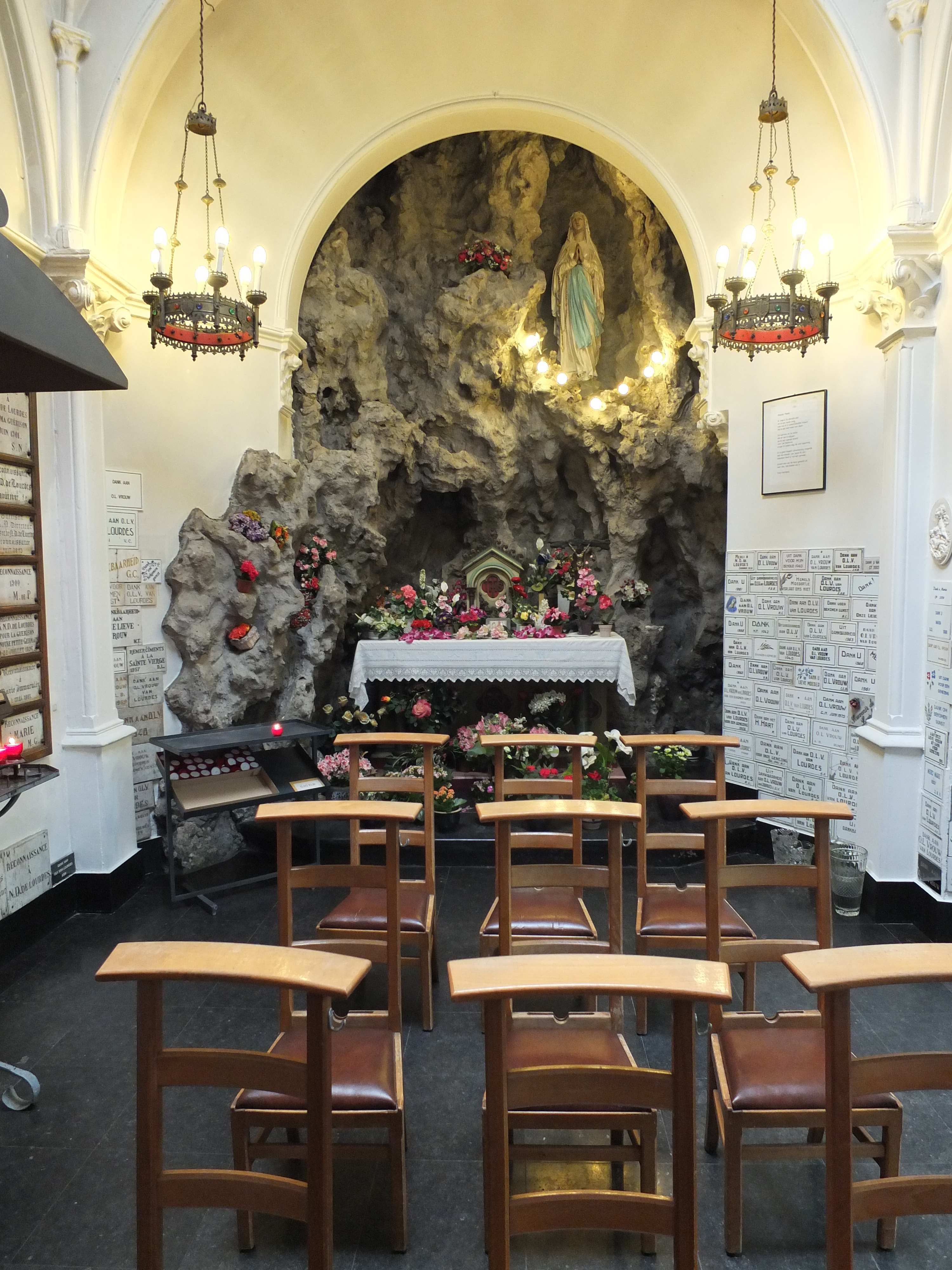
Grotte latérale